# Shinya Yoshihara
Shinya Yoshihara (jap. 吉原 慎也 Yoshihara Shinya; ur. 19 kwietnia 1978) – japoński piłkarz występujący na pozycji bramkarza.

## Kariera klubowa
Od 1997 do 2010 roku występował w klubach Yokohama F. Marinos, Albirex Niigata, Kawasaki Frontale, Tokyo Verdy, Júbilo Iwata i Kashiwa Reysol.